# Mount Dark
Mount Dark är en bergstopp i Antarktis. Den ligger i Västantarktis. Argentina, Chile och Storbritannien gör anspråk på området. Toppen på Mount Dark är 792 meter över havet.
Terrängen runt Mount Dark är huvudsakligen platt, men åt nordväst är den kuperad. Trakten är obefolkad. Det finns inga samhällen i närheten. 